# هاني قدري
هاني قدري دميان (1959 -) هو سياسي مصري، شغل منصب وزير المالية المصري في 1 مارس 2014. في عهد حكومة إبراهيم محلب.

## حياته
وُلِد هاني قدري يوسف دميان سنة 1959 بأحد قري محافظة الغربية في مدينة زفتى، وهو ابن المستشار قدري يوسف دميان.
تخرج عمرو الجارحى من كلية التجارة جامعة القاهرة قسم المحاسبة عام 1981.

## مسيرته
- عمل في وزارتي الاقتصاد والتجارة الخارجية لمدة طويلة.[10][11]
- شغل منصب مساعد أول وزير المالية يوسف بطرس غالي ورئيس وحدة السياسات المالية بالوزارة.[12]
- شغل مساعد أول وزير المالية المرسي السيد حجازي بوزارة هشام قنديل حتي استقال من منصبه.[13]
- عضوًا غير تنفيذى بمجلس إدارة شركة المقاولون العرب.[14]
- رئيس مجلس إدارة شركة تكنولوجيا لتشغيل المنشآت المالية.[15]
- عمل مفاوضا في مفاوضات مصر مع صندوق النقد الدولي للحصول علي القروض، لتميزه بعلاقات دولية جيدة مع المؤسسات المالية والتمويلية العالمية والإقليمية.[16]
- شغل منصب وزير المالية في وزارة إبراهيم محلب الأولى والثانية.

| المناصب السياسية     | المناصب السياسية                                    | المناصب السياسية  |
| -------------------- | --------------------------------------------------- | ----------------- |
| سبقه أحمد محمود جلال | وزير المالية المصري من 1 مارس 2014 حتي 23 مارس 2016 | تبعه عمرو الجارحي |